# Pergesa
Pergesa is een geslacht van vlinders uit de onderfamilie Macroglossinae van de familie pijlstaarten (Sphingidae).

## Soorten
- Pergesa acteus (Cramer, 1779)